# ضریر جرجانی
ابوسعید ضریر جرجانی، شاگرد ابن‌الاعرابی (متوفی در ۸۴۵ - ۸۴۶ میلادی) از قرار معلوم در نیمهٴ اول سدهٴ نهم میلادی برآمده‌است. منجم و ریاضی‌دان مسلمان ایرانی است.
مؤلف رساله‌ای در باب مسایل هندسه و رسالهٴ دیگری در ترسیم نصف‌النهارات (گرچه موضوع کمابیش در هر زیجی مورد بحث قرار گرفته، با این حال ظاهراً در میان آثار عربی منحصربه‌فرد بوده است).